# تشاتشيرسك
تشاتشيرسك (البيلاروسية:Чачэрск) هي مدينة تقع في غومل أوبلاست في روسيا البيضاء. وهي مركز إداري لمنطقة تشاتشيرسك. تقع المدينة في منطقة شديدة التلوث بسبب تداعيات كارثة تشيرنوبيل.

## تاريخ

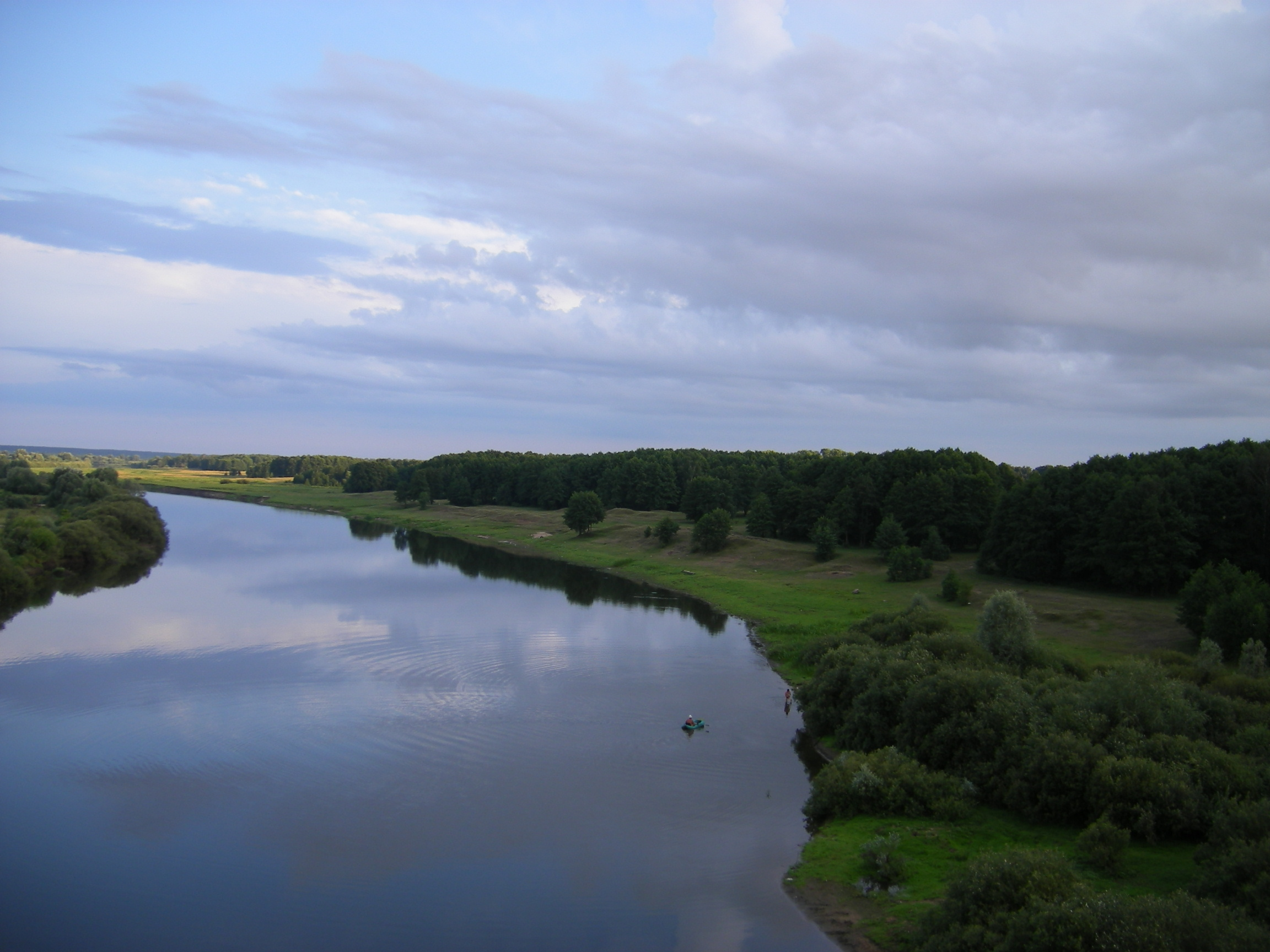
نهر سوج (река Сож)

تأسست المدينة في أواخر القرن العاشر على نهر سوج.
في عام 1772 أصبحت جزءًا من روسيا، كمركز للمقاطعة في مقاطعة روغاشيف، ثم البلدة، ومركز أبرشية منطقة روغاتشيف. في عام 1774، ساعدت كاترين الثانية بالتعاون مع حاكم محلي في بناء مبنى البلدية والكنائس والمسرح والمستشفيين والمباني الأخرى البارزة. حدث إعادة تطوير للمدينة، مع تدمير القلعة والتحصينات.
خلال عملية بارباروسا في عام 1941، استولت ألمانيا النازية على المدينة وأنشأت حيًا يهوديًا للسكان اليهود في تشاتشيرسك. في ديسمبر 1941، تم إبادة يهود تشاتشرسك، وكذلك الغجر المجاورون.
منذ عام 1919، أصبحت تشاتشرسك جزءًا من مقاطعة غوميل في جمهورية روسيا الاتحادية الاشتراكية السوفياتية. أصبحت رسميا مدينة في عام 1971.